# Tunel drogowy Świętego Gotarda

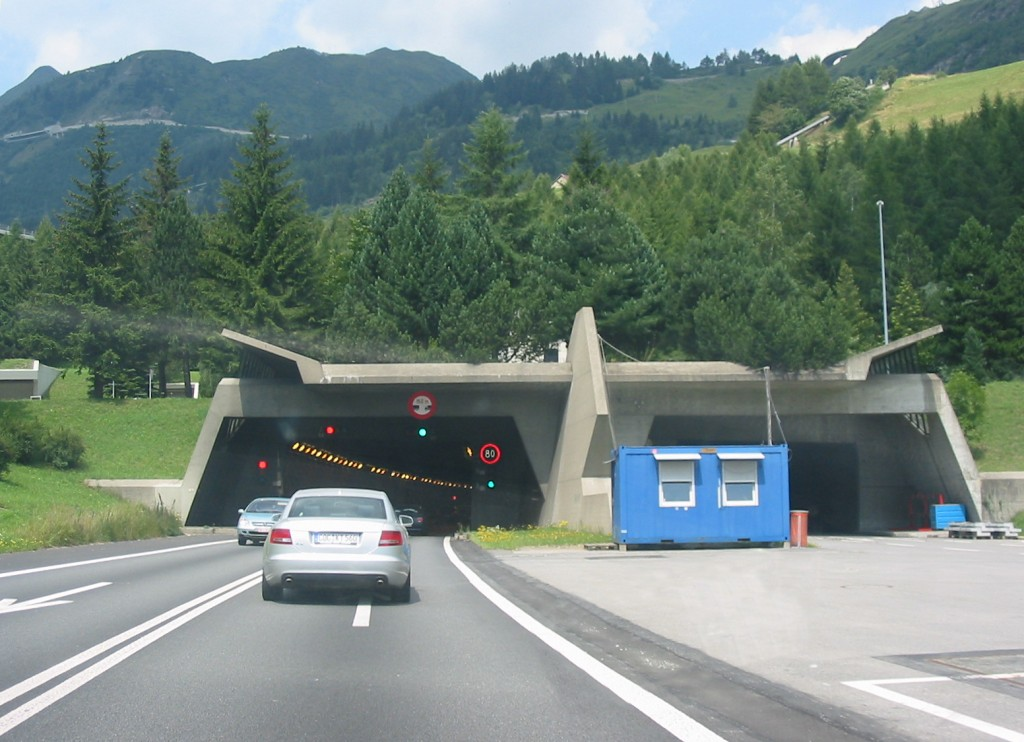
Wjazd do tunelu

Tunel drogowy Świętego Gotarda (niem. Gotthardtunnel, wł. Galleria del San Gottardo) – został zbudowany pomiędzy 1970 a 1980 rokiem i łączy miejscowość Göschenen w kantonie Uri z Airolo w kantonie Ticino w Szwajcarii. 
Oddany do użytku 5 września 1980 roku. Tunel jest główną budowlą na szwajcarskiej autostradzie A2 pomiędzy Bazyleą i Chiasso, która to stanowi najkrótsze połączenie autostradowe pomiędzy Hamburgiem i Sycylią. W momencie otwarcia, z długością 16,918 m był najdłuższym tunelem drogowym na świecie. Obecnie najdłuższy jest Tunel Lærdal, o długości 24,51 km, otwarty w Norwegii 27 listopada 2000 roku.
Przejazd przez Masyw Świętego Gotarda jest możliwy także przez Przełęcz Świętego Gotarda lub tunel kolejowy Świętego Gotarda pomiędzy Göschenen i Airolo. Poza tym dostępny jest również Gotthard Base Tunnel o łącznej długości 57 km, łączący Erstfeld i Bodio.
24 października 2001 r. w odległości 940 metrów od południowej bramy tunelu zdarzył się tragiczny wypadek. W wyniku zderzenia się dwóch ciężarówek, pożaru i wybuchów kolejnych pojazdów cały tunel wypełnił się trującym dymem, a temperatura w nim sięgnęła 1500 stopni.  Część tunelowego sklepienia groziła zawaleniem, co utrudniało działania służb ratowniczych. Ratownicy znaleźli w tunelu około stu samochodów, w tym 15 ciężarówek. Początkowo 128 osób było uznanych za zaginione. Ostateczny bilans pożaru to 11 ofiar. Większość z nich zatruła się toksycznym dymem. Tunel był zamknięty dla ruchu ponad dwa miesiące. Remont infrastruktury wyceniono na 14 milionów franków, a straty ekonomiczne dla gospodarki kantonu Ticino oszacowano na 33 miliony franków. 